# Национална академия дей Линчеи
Национална академия дей Линчеи (на италиански: Accademia Nazionale dei Lincei, „Национална академия на рисовете“) е официалната научна академия на Италия със седалище в град Рим. Тя съществува с няколко прекъсвания от 1603 г., когато е основана от Федерико Чези и се превръща в един от центровете на научната революция. Името ѝ се дължи на острото зрение на рисовете – качество, присъщо в преносен смисъл, и на посветените на науката.